# Öster-Lillsjön, Lappland
Öster-Lillsjön är en sjö i Dorotea kommun i Lappland och ingår i Ångermanälvens huvudavrinningsområde. Sjön har en area på 0,238 kvadratkilometer och ligger 374 meter över havet.

## Delavrinningsområde
Öster-Lillsjön ingår i det delavrinningsområde (713791-153979) som SMHI kallar för Inloppet i Latiksjön. Medelhöjden är 379 meter över havet och ytan är 62,88 kvadratkilometer. Räknas de 2 avrinningsområdena uppströms in blir den ackumulerade arean 120,61 kvadratkilometer. Stamsjöån som avvattnar avrinningsområdet har biflödesordning 2, vilket innebär att vattnet flödar genom totalt 2 vattendrag innan det når havet efter 231 kilometer. Avrinningsområdet består mestadels av skog (51 procent) och sankmarker (43 procent). Avrinningsområdet har 0,47 kvadratkilometer vattenytor vilket ger det en sjöprocent på 0,7 procent.